# Leonardo Bertone
Leonardo Bertone (Wohlen bei Bern, 14 maart 1994) is een Zwitsers voetballer die uitkomt voor FC Thun. Bertone is een middenvelder.

## Clubcarrière
Bertone genoot zijn jeugdopleiding bij SC Wohlensee en BSC Young Boys. Op 23 mei 2012 maakte hij zijn officiële debuut in het eerste elftal van de club tijdens de competitiewedstrijd tegen FC Basel, waarin hij na 81 minuten inviel voor Josef Martínez. Vanaf het seizoen 2014/15 werd Bertone een vaste waarde in het eerste elftal van de club. 
Op 18 december 2018 raakte bekend dat Bertone in het seizoen 2019 zou uitkomen voor FC Cincinnati, dat dat seizoen zijn debuut maakte in de Major League Soccer. Op 3 maart 2019 scoorde Bertone tegen Seattle Sounders FC het allereerste doelpunt ooit in de MLS voor zijn club. Na een jaar in de Verenigde Staten haalde FC Thun Bertone terug naar Zwitserland.
In september 2020 ondertekende Bertone een contract voor drie seizoenen bij de Belgische eersteklasser Waasland-Beveren.

## Clubstatistieken
| Seizoen | Club             | Land                      | Competitie          | Competitie | Competitie | Beker | Beker | Internationaal | Internationaal | Totaal | Totaal |
| Seizoen | Club             | Land                      | Competitie          | Wed.       | Dlp.       | Wed.  | Dlp.  | Wed.           | Dlp.           | Wed.   | Dlp.   |
| ------- | ---------------- | ------------------------- | ------------------- | ---------- | ---------- | ----- | ----- | -------------- | -------------- | ------ | ------ |
| 2013/14 | BSC Young Boys   | Vlag van Zwitserland      | Super League        | 12         | 1          | 2     | 0     | —              | —              | 14     | 1      |
| 2014/15 | BSC Young Boys   | Vlag van Zwitserland      | Super League        | 25         | 3          | 2     | 0     | 10             | 1              | 37     | 4      |
| 2015/16 | BSC Young Boys   | Vlag van Zwitserland      | Super League        | 30         | 5          | 3     | 0     | 3              | 0              | 36     | 5      |
| 2016/17 | BSC Young Boys   | Vlag van Zwitserland      | Super League        | 30         | 3          | 4     | 1     | 10             | 0              | 44     | 4      |
| 2017/18 | BSC Young Boys   | Vlag van Zwitserland      | Super League        | 22         | 3          | 3     | 0     | 4              | 0              | 29     | 3      |
| 2018/19 | BSC Young Boys   | Vlag van Zwitserland      | Super League        | 8          | 1          | 3     | 0     | 4              | 0              | 15     | 1      |
| 2019    | FC Cincinnati    | Vlag van Verenigde Staten | Major League Soccer | 25         | 1          | 1     | 0     | —              | —              | 26     | 1      |
| 2019/20 | FC Thun          | Vlag van Zwitserland      | Super League        | 18         | 2          | 0     | 0     | —              | —              | 18     | 2      |
| 2020/21 | Waasland-Beveren | Vlag van België           | Jupiler Pro League  | 21         | 1          | 2     | 0     | —              | —              | 23     | 1      |
| Totaal  | Totaal           | Totaal                    | Totaal              | 191        | 20         | 20    | 1     | 31             | 1              | 242    | 22     |